# RMS Queen Elizabeth 2
RMS Queen Elizabeth 2 (QE2) – statek pasażerski, transatlantyk, jeden z największych i najnowocześniejszych na świecie liniowców. Zamówiony w 1964. Stępkę położono 5 lipca 1965. Koszt budowy wyniósł 29,1 mln funtów. Chrzest statku 20 września 1967 – matką chrzestną była Elżbieta II. W dziewiczą podróż wyruszył 2 maja 1969.
Statek mieścił około 1700 pasażerów, do których dyspozycji była licząca tylko o połowę mniej osób załoga. Statek ma aż 12 pokładów, a na nich kilkanaście barów, restauracji, nocnych klubów i kasyno. Siłownie, salony piękności, kaplica, centrum medyczne i sklepy wolnocłowe to tylko parę z wielu udogodnień.
W 1982 roku, podczas wojny falklandzkiej statek zarekwirowany został przez rząd brytyjski do transportu wojska.
6 stycznia 2008 r. statek wypłynął z Southampton w swój ostatni rejs dookoła świata. 11 listopada wypłynął do Dubaju, gdzie przybył 27 listopada 2008 r. i, oflagowany banderą Zjednoczonych Emiratów Arabskich, został zamieniony w pięciogwiazdkowy hotel.
RMS Queen Elizabeth 2 co najmniej raz "wystąpił" w filmie; na statku nakręcono zdjęcia do specjalnego odcinka (Sea Fever) brytyjskiego serialu pt. Co ludzie powiedzą? o przygodach Hiacynty Bukietowej.